# Hinatuan
Hinatuan é um município de  segunda classe de renda municipal (d) na província Surigao do Sul, nas Filipinas. De acordo com o censo de 1 de maio  de  2020 possui uma população de 43 841 pessoas e 10 486 domicílios.